# امپدانس بالا
در مهندسی برق و به ویژه الکترونیک امپدانس بالا (به انگلیسی: high impedance) به معنای امپدانس (مقاومت مختلط) بسیار زیاد است که در این حالت تقریباً هیچ جریانی عبور نمی‌کند.

## مدارهای دیجیتال
در مدارهای دیجیتال خروجی با امپدانس بالا (همچنین hi-Z یا حالت سوم (به انگلیسی: tri-stated)(اشاره به منطق سه حالته) یا شناور (به انگلیسی: floating)) هیچ سطح منطقی خاصی ندارد و نه سطح بالا به حساب می‌آید نه سطح پایین. این حالت سوم باعث می‌شود که به آن خروجی "حالت سوم" نیز بگوییم. این خروجی را می‌توان مدار باز (یا سیم "شناور") در نظر گرفت چرا که اگر آن را به یک مدار با امپدانس بالا نیز وصل کنیم تأثیری نخواهد داشت و در عوض به ولتاژ بقیهٔ مدار خواهد رسید. ورودی‌ها و خروجی‌های خیلی از ICها قابلیت منطق سه حالته را دارند. این سیستم در گذرگاه رایانه‌ها نیز کاربرد فراوان دارد.